# کلت تکنواخت ارتشی

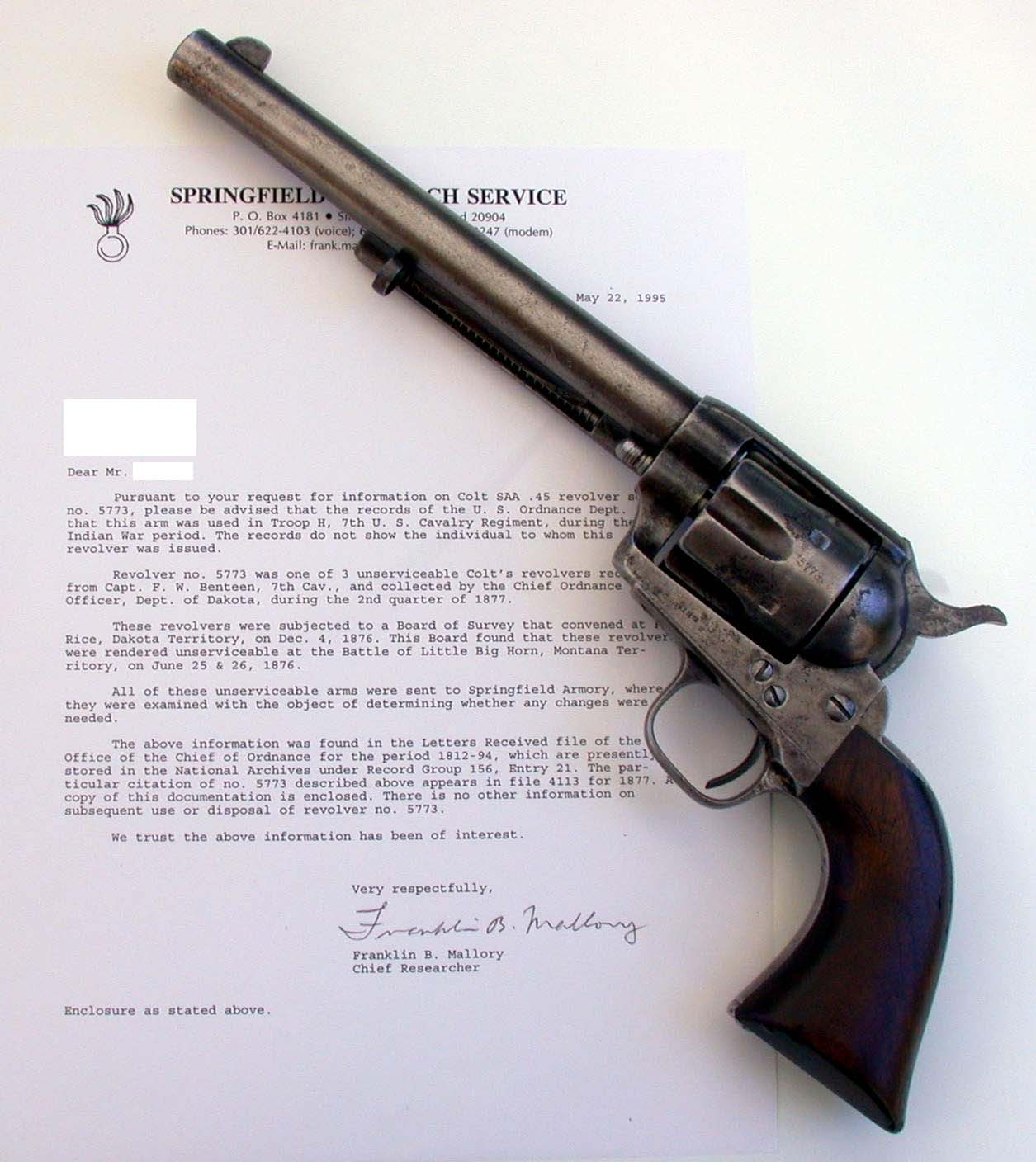
کلت مدل ۱۸۷۳

کلت تکنواخت ارتشی، (به انگلیسی: Colt single-action Army) معروف به «کلت مُصلِح» (peacemaker) رِولوِری بود که توسط کارخانه کلت برای سواره نظام ارتش آمریکا طراحی و در سال ۱۸۷۳ میلادی عرضه شد.
این سلاح پرطرفدارترین و رایجترین رولور در غرب وحشی شد. به طوری که گاوچرانها بدون آن گاوچران حساب نمی‌شدند و افرادی مانند بوچ کسدی و دسته دالتون‌ها از آن استفاده می‌کردنند. نوع آن با لوله ۷٫۵ اینچی برای یگان سواره نظام ساخته شده بودولی در بین گاوچرانها با لوله ۵٫۵ و ۴ اینچی رایج بود.این سلاح توسط یگان توپخانه ارتش آن کشور نیز اتخاذ شد.
این سلاح هنوز توسط کارخانه‌های مشهوری ساخته می‌شود و مخصوصآ به دلیل دقت بیشتر نسبت به رولورهای اتوماتیک برای اردو زدن در مناطق جنگلی و شکار و تیر اندازی هدفی مفیدتر است.

## به کار اندازی
عملکرد این اسلحه تکنواخت است. به این صورت که برای شلیک باید چکش آن را مسلح کرد و سپس ماشه را چکاند و برای شلیک بعدی نیز چنین کرد.
این سلاح ۶ تیر ظرفیت دارد ولی چون چکش آن در اثر ضربه شدید به احتمال زیاد شلیک می‌کند یکی از مخزنها را خالی می‌گذارند.

## خصوصیات
ظرفیت آن ۶ تیر و کالیبر آن ۰٫۴۵ لانگ کلت است که نباید با ۰٫۴۵ اتوماتیک اشتباه شود. سیلندر آن بر خلاف رولورهای دیگر ثابت است که به استحکام آن کمک می‌کند ولی باید تک تک در آن فشنگ گذاشت و هنگام خارج کردن پوکه هم باید یکی‌یکی آن‌ها را در آورد.

## رسانه
- این اسلحه در فیلم‌های وسترن و وسترن اسپاگتی بسیاری استفاده شده‌است.
- کلینت ایستوود در فیلم‌های به خاطر یک مشت دلار و به خاطر چند دلار بیشتر از مدل ۵/۵ اینچی آن استفاده کرده‌است.